# 颱風菲特
颱風菲特（英語：Typhoon Fitow，國際編號：1323，聯合颱風警報中心：WP222013，菲律賓大氣地球物理和天文管理局：Quedan）為2013年太平洋颱風季第二十一個被命名的風暴。「菲特」一名由密克羅尼西亞提供，是一種美麗芬芳的花朵。該颱風對中國造成的經濟損失達623.3億人民幣，僅次於颱風賀伯。由於菲特形成的倒槽降水使浙江全境出現罕見洪澇災害，所以在第46次世界氣象組織颱風委員會年度會議上遭除名，隔年決定由「木恩」取代之，其意為六月。并於2019年首次使用。

## 發展過程
2013年9月27日，一個熱帶擾動在帛琉北部海面上生成。同日凌晨，美國海軍研究實驗室給予擾動編號95W。上午6時，聯合颱風警報中心對其在24小時內形成為熱帶氣旋的機會給予「LOW」的評級。上午8時，日本氣象廳將其升格為低壓區。下午2時，聯合颱風警報中心將發展機率升級為「MEDIUM」。
9月29日上午7時30分，聯合颱風警報中心對其發佈熱帶氣旋形成警報。下午3時30分，日本氣象廳將其升格為熱帶低氣壓，並對其發出海上烈風警報。下午8時，中央氣象局將其升格為熱帶性低氣壓。
9月30日下午5時，聯合颱風警報中心將其升格為熱帶低氣壓，並給予編號22W。下午9時30分，日本氣象廳將其升格為熱帶風暴，並命名為菲特。
10月1日上午5時，聯合颱風警報中心將其升格為熱帶風暴。
10月2日上午9時10分，日本氣象廳將其升格為強烈熱帶風暴。
10月3日下午8時，中央氣象局將其升格為中度颱風。下午11時，聯合颱風警報中心將其升格為一級颱風。
10月4日下午5時，聯合颱風警報中心將其升格為二級颱風。下午8時45分，日本氣象廳將其升格為颱風。
10月6日上午11時，聯合颱風警報中心將其降格為一級颱風。
10月7日上午1時15分，菲特在中國福建省寧德市福鼎市沙埕鎮登陸。上午3時10分，日本氣象廳將其降格為強烈熱帶風暴。上午5時，聯合颱風警報中心將其降格為熱帶風暴，並發出最後警報。上午9時10分，日本氣象廳將其降格為熱帶風暴。下午3時，日本氣象廳將其降格為熱帶低氣壓。下午8時，日本氣象廳認為菲特已消散。

## 影響
| 排名   | 风暴名称 | 台风季 | 损失数额（2023年美元） |
| ------ | -------- | ------ | ---------------------- |
| 1      | 杜苏芮   | 2023   | 284億美元              |
| 2      | 密瑞兒   | 1991   | 224億美元              |
| 3      | 海貝思   | 2019   | 206億美元              |
| 4      | 燕子     | 2018   | 170億美元              |
| 5      | 摩羯     | 2024   | NaN美元                |
| 6      | 桑达     | 2004   | 150億美元              |
| 7      | 菲特     | 2013   | 136億美元              |
| 8      | 法茜     | 2019   | 119億美元              |
| 9      | 桑美     | 2000   | 111億美元              |
| 10     | 利奇馬   | 2019   | 111億美元              |
| 来源： |          |        |                        |

### 菲律賓
9月29日下午5時，菲律賓大氣地球物理和天文管理局將已進入責任範圍的低壓區升格為熱帶低氣壓，並發佈第一報熱帶氣旋資訊，命名為Quedan。
10月5日下午5時，菲特離開菲律賓氣象部門責任範圍，發佈最後一報熱帶氣旋資訊。

### 臺灣
當地最高熱帶氣旋警告信號：海上陸上颱風警報
| 彭佳嶼 · 33.7 m/s板橋 · －鞍部 · 17.8 m/s竹子湖 · 5.8 m/s淡水 · －基隆 · 11.3 m/s臺北 · 8.6 m/s新屋 · 11.1 m/s新竹 · 5.7 m/s宜蘭 · 10.4 m/s蘇澳 · 9.1 m/s花蓮 · 6.4 m/s成功（新港） · 8.7 m/s臺東 · 3.6 m/s大武 · 4.4 m/s蘭嶼 · 18.4 m/s臺中 · 5.3 m/s梧棲 · 14.1 m/s日月潭 · 4.5 m/s阿里山 · 4.5 m/s嘉義 · 7.8 m/s玉山 · 8.1 m/s臺南 · 11.4 m/s高雄 · 8.9 m/s恆春 · 9.8 m/s澎湖 · 8.2 m/s東吉島 · 16.6 m/s金門 · 9.9 m/s馬祖 · 11.3 m/s 中華民國交通部中央氣象署署屬氣象測站測得最大持續風力。圖例： · 無數據 · 測得5級風或以下 · 測得6至7級風 · 測得8至9級風 · 測得12至15級風 | 彭佳嶼 · 44.3 m/s板橋 · －鞍部 · 29.6 m/s竹子湖 · 19.6 m/s淡水 · －基隆 · 23.7 m/s臺北 · 21.2 m/s新屋 · 18.9 m/s新竹 · 14.6 m/s宜蘭 · 21 m/s蘇澳 · 16.8 m/s花蓮 · 9.2 m/s成功（新港） · 18.2 m/s臺東 · 8 m/s大武 · 6.3 m/s蘭嶼 · 23.8 m/s臺中 · 13.1 m/s梧棲 · 23.8 m/s日月潭 · 10.5 m/s阿里山 · 12.4 m/s嘉義 · 14 m/s玉山 · 15.3 m/s臺南 · 21.7 m/s高雄 · 21.6 m/s恆春 · 20 m/s澎湖 · 18.5 m/s東吉島 · 23.4 m/s金門 · 12.6 m/s馬祖 · 21 m/s 中華民國交通部中央氣象署署屬氣象測站測得最大陣風。圖例： · 無數據 · 測得5級風或以下 · 測得6至7級風 · 測得8至9級風 · 測得10至11級風 · 測得12至15級風 |

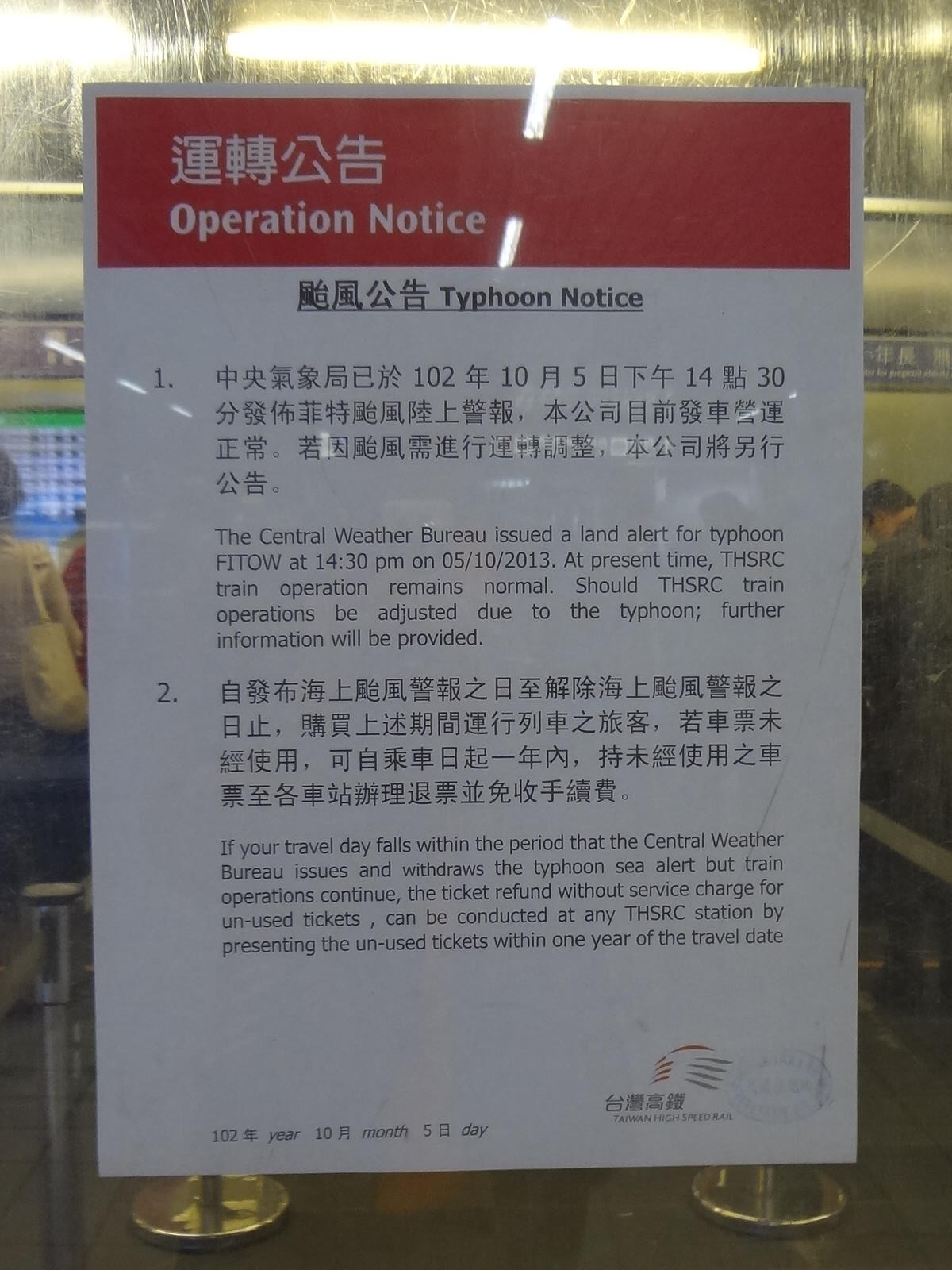
台灣高鐵菲特颱風公告

中央氣象局原本預測菲特不會影響台灣，10月2日由於太平洋高壓增強使菲特路徑偏西，中央氣象局表示菲特有可能接近台灣。
10月4日下午11時30分，中央氣象局發布海上颱風警報。
10月5日下午2時30分，中央氣象局發布陸上颱風警報。
10月7日上午2時30分，中央氣象局解除台灣本島陸上颱風警報。
10月7日上午8時30分，中央氣象局解除所有颱風警報。

#### 統計
1. 以下為10月4日0時至10月6日23時30分出現較大雨量的地區及雨量[9]：

| 排行 | 所在地       | 雨量(毫米) |
| ---- | ------------ | ---------- |
| 1    | 新竹縣鳥嘴山 | 536.5      |
| 2    | 新竹縣玉峰   | 413        |
| 3    | 新北市福山   | 404        |
| 4    | 桃園縣高義   | 384        |
| 5    | 新竹縣白蘭   | 383.5      |
| 6    | 新北市福山   | 375        |
| 7    | 苗栗縣苗栗縣 | 356        |
| 8    | 新竹縣太閣南 | 347        |
| 9    | 桃園縣巴陵   | 346        |
| 10   | 新竹縣梅花   | 345.5      |

### 中国大陆
全国最高台风预警信号： 颱風紅色預警信號

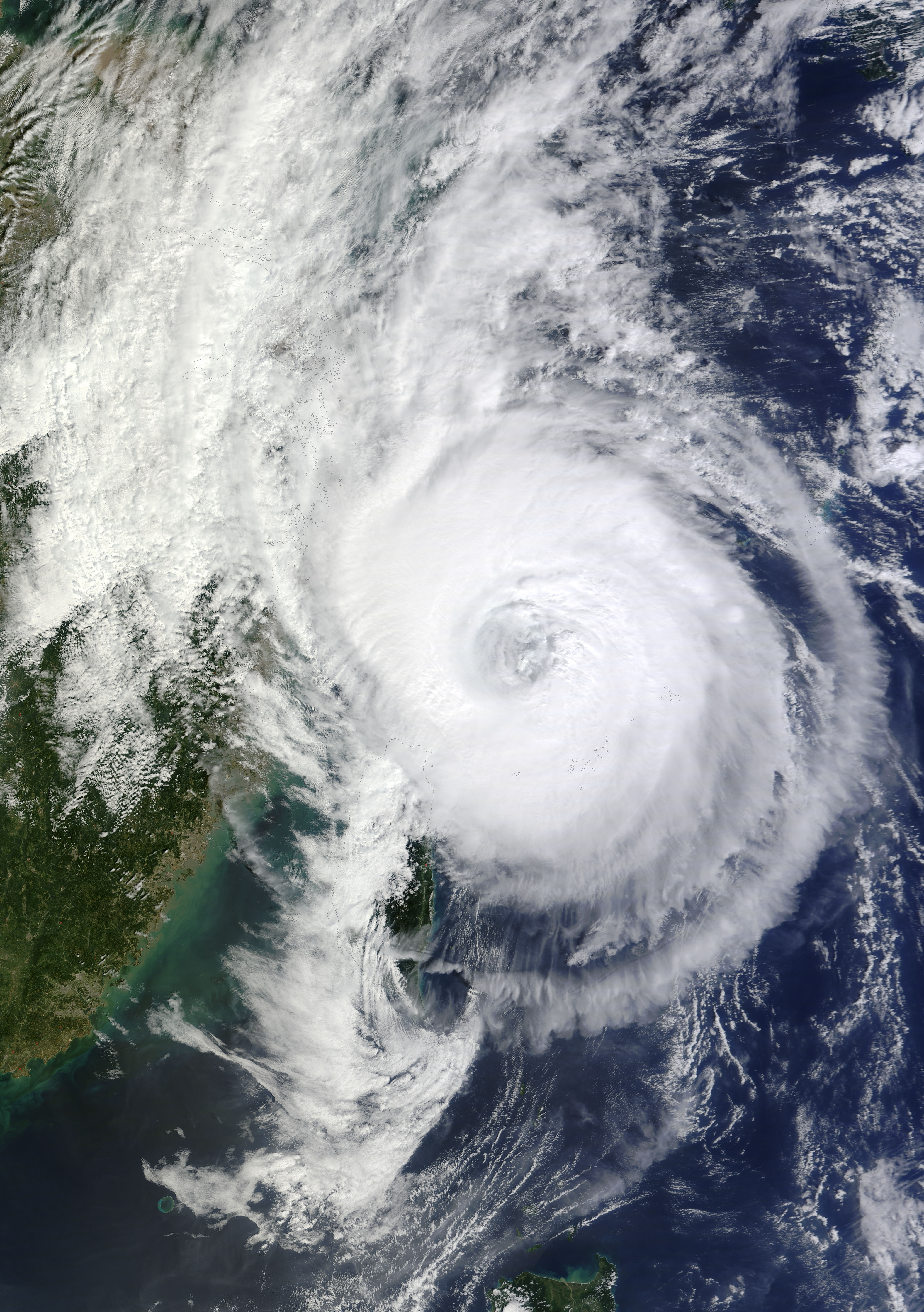
颱風菲特在10月6日逼近华东地区

10月2日下午6時，中央氣象台發佈颱風藍色預警信號。
10月4日上午10时，中央气象台改發颱風黄色預警信號。下午6時，中央氣象台改發颱風橙色預警信號。
10月5日上午6时，中央气象台改發台风红色预警信號。
10月7日上午6時，中央氣象台改發颱風藍色預警信號。上午10時，中央氣象台解除颱風藍色預警信號。

#### 福建
全省最高台风预警信号： 颱風紅色預警信號
10月5日上午6時41分，福建省氣象台發佈颱風藍色預警信號。下午4時59分，福建省氣象台改發颱風黃色預警信號。
10月6日上午8時50分，福建省氣象台改發颱風橙色預警信號。下午10時40分，福建省氣象台改發颱風紅色預警信號。

#### 浙江
全省最高台风预警信号： 颱風紅色預警信號
10月6日下午5時，浙江省氣象台改發颱風紅色預警信號。

##### 後續影響
菲特引發宁波水灾。水灾中，甬江流域遭遇有水文记录以来最大规模的降雨，加之天文大潮的影响，宁波多地发生严重内涝，交通、电力长时间大面积中断，其中尤以余姚市发生的灾害最为严重。据统计，宁波全市遭受经济损失超过333亿元，受灾人口达到248万人。不過，菲特卻意外導致了餘姚井頭山遺址——寧波市境內目前年代最早的人類活動遺蹟的發現。

#### 上海
全市最高台风预警信号： 颱風藍色預警信號
10月7日下午8時，上海市氣象台發佈颱風藍色預警信號。

#### 江蘇
全省最高台风预警信号： 颱風藍色預警信號
10月6日下午1時22分，江蘇省氣象台發佈颱風藍色預警信號。

#### 江西
全省最高台风预警信号： 颱風藍色預警信號
10月6日下午5時30分，江西省氣象台發佈颱風藍色預警信號。

#### 安徽
全省最高台风预警信号： 颱風藍色預警信號
10月6日下午8時50分，安徽省氣象台發佈颱風藍色預警信號。

## 名称退役
由于菲特重創中國浙江。為此颱風委員會決定將「菲特」除名，新名稱由「木恩」取代。

## 熱帶氣旋信號使用記錄

### 中国大陆
| 國家氣象中心 颱風預警信號 | 國家氣象中心 颱風預警信號 | 國家氣象中心 颱風預警信號 |
| ------------------------- | ------------------------- | ------------------------- |
| 上一熱帶氣旋              | 颱風藍色預警信號          | 下一熱帶氣旋              |
| 強颱風蝴蝶                | 颱風藍色預警信號          | 超強颱風丹娜絲            |
| 強颱風蝴蝶                | 颱風黃色預警信號          | 超強颱風丹娜絲            |
| 超強颱風天兔              | 颱風橙色預警信號          | 強颱風百合                |
| 超強颱風天兔              | 颱風紅色預警信號          | 超強颱風海燕              |

### 臺灣
| 交通部中央氣象局 颱風警特報 | 交通部中央氣象局 颱風警特報 | 交通部中央氣象局 颱風警特報 |
| --------------------------- | --------------------------- | --------------------------- |
| 上一熱帶氣旋                | 海上颱風警報                | 下一熱帶氣旋                |
| 強烈颱風天兔                | 海上颱風警報                | 輕度颱風哈吉貝              |
| 強烈颱風天兔                | 陸上颱風警報                | 中度颱風麥德姆              |

## 外部連結
- （日語）http://www.jma.go.jp/ （页面存档备份，存于） 日本氣象廳首頁
- （英文）http://www.usno.navy.mil/JTWC/ （页面存档备份，存于） 聯合颱風警報中心首頁
- （简体中文）https://web.archive.org/web/20120928121548/http://www.nmc.gov.cn/ 中央氣象台首頁
- （繁體中文）http://www.cwb.gov.tw/ （页面存档备份，存于） 中央氣象局首頁
- （繁體中文）http://www.hko.gov.hk/ （页面存档备份，存于） 香港天文台首頁
- （繁體中文）http://www.smg.gov.mo/ （页面存档备份，存于） 澳門地球物理暨氣象局首頁